# Халуш, Матей
Матей Халуш (чеш. Matěj Chaluš; род. 2 февраля 1998, Прага) — чешский футболист, защитник клуба «Баник».

## Клубная карьера
Халуш — воспитанник клубов «Яблонец», Богемианс 1905, пражской «Спарты» и «Пршибрам». 28 ноября 2015 года в матче против столичной «Славии» он дебютировал в Первой лиге, в составе последнего. Летом 2017 года Халуш перешёл в «Славию», но для получения игровой практики был отдан в аренду в «Млада-Болеслав». 10 сентября в матче против «Зброёвки» он дебютировал за новую команду. 16 сентября в поединке против «Словацко» Матйе забил свой первый гол за «Младу-Болеслав». В начале 2019 года Халуш на правах аренды вернулся в «Пршибрам».
Летом 2019 года Халуш перешёл в «Слован Либерец». 18 августа в матче против «Карвины» он дебютировал за новый клуб.
В январе 2023 года перешёл на правах аренды в нидерландский «Гронинген».

## Международная карьера
В 2015 году в составе юношеской сборной Чехии Халуш принял участие в юношеском чемпионате Европы в Болгарии. На турнире он сыграл в матчах против Словении, Бельгии и Германии.
В 2015 году в составе юношеской сборной Чехии Халуш принял участие в юношеском чемпионате Европы в Грузии. На турнире он сыграл в матчах Швеции, Португалии, Грузии и Англии.
16 ноября 2022 года в товарищеском матче против сбороной Фарерских островов дебютировал за сборную Чехии, выйдя на замену на 85-й минуте. Матч завершился победой чехов со счётом 5:0.

## Статистика выступлений за сборную
| Матчи за сборную Чехии | Матчи за сборную Чехии | Матчи за сборную Чехии | Матчи за сборную Чехии | Матчи за сборную Чехии | Матчи за сборную Чехии | Матчи за сборную Чехии |
| ---------------------- | ---------------------- | ---------------------- | ---------------------- | ---------------------- | ---------------------- | ---------------------- |
| №                      | Дата                   | Оппонент               | Счёт                   | Голы                   | Соревнование           |                        |
| 1                      | 16 ноября 2022         | Фарерские острова      | 5:0                    | -                      | Товарищеский матч      |                        |